# シャルル・ダンクラ

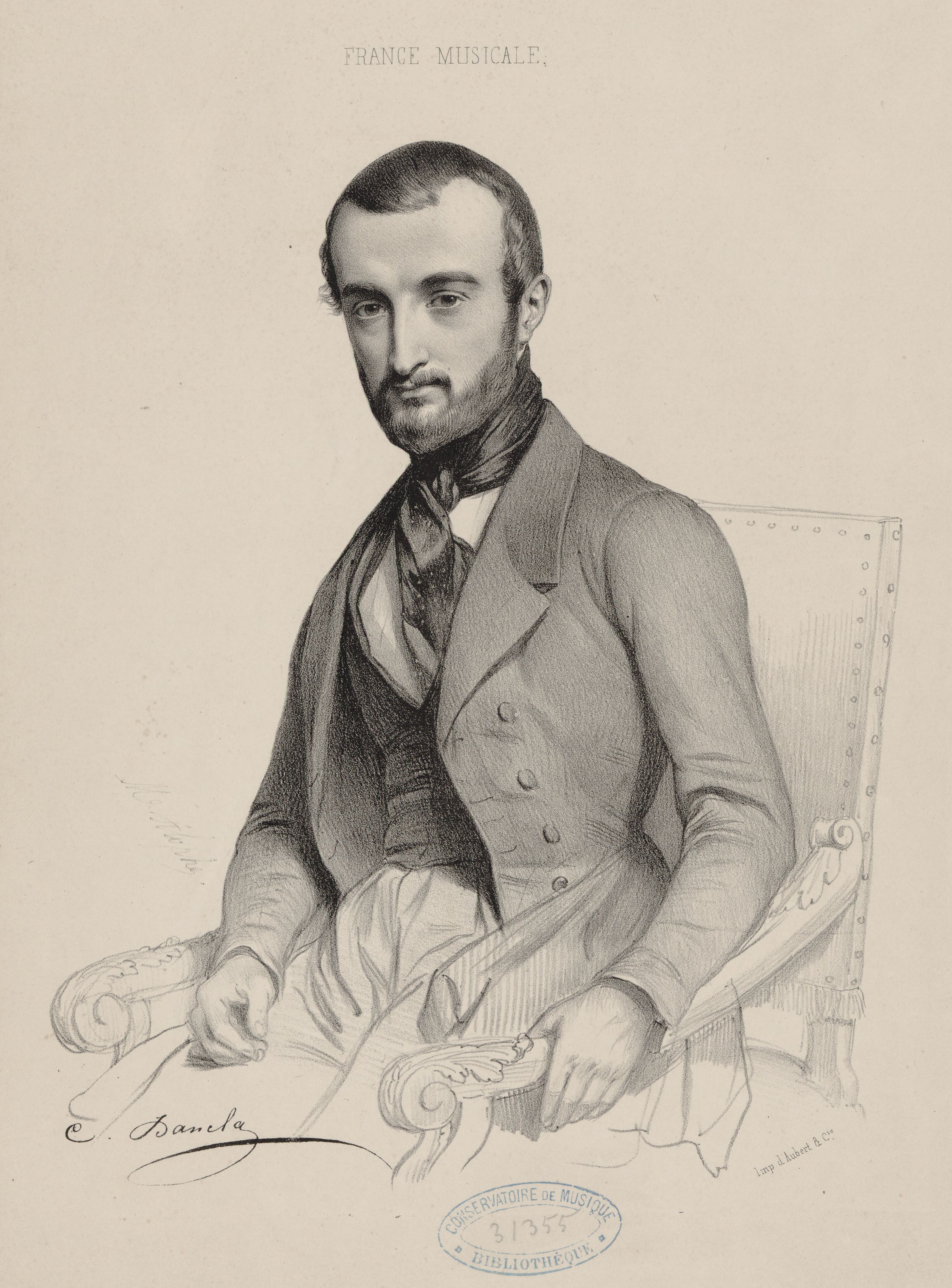
シャルル・ダンクラ

シャルル・ダンクラ（Charles (Jean Baptiste) Dancla, 1817年12月19日 - 1907年11月10日）は、フランスのヴァイオリニスト、作曲家。
9歳でピエール・ロードにヴァイオリンを師事。ロードはダンクラ少年の才能に感銘を受けて、推薦状を持たせてピエール・バイヨやルイジ・ケルビーニ、ロドルフ・クロイツェルの許に遣る。かくてダンクラ少年はパリ音楽院でバイヨにヴァイオリンを、作曲をフロマンタル・アレヴィに師事することになる。1830年にニコロ・パガニーニを経験して強い影響を受け、アンリ・ヴュータンにも同じように影響されている。1835年からソリストとしてパリで活躍を始め、その後はパリ・オペラ座管弦楽団にも入団し、そのコンサートマスターに昇進している。1857年に母校パリ音楽院の教授に任命され、それから35年にわたって教師としても成功した。
学生用のヴァイオリン曲として、イタリア・オペラの旋律を主題にした変奏曲「6つのエール・ヴァリエ」作品89、主にベルリーニの主題を用いた「6つのエール・ヴァリエ」作品118等が知られる。
弟のアルノー・ダンクラ（1819年 - 1862年）はチェリストでチェロ指南書の著作があり、同じく弟のレオポルト・ダンクラ（1822年 - 1895年）は、ヴァイオリニストで室内楽の作曲も行なった。